# HarmonyOS
HarmonyOS is een door Huawei ontwikkeld besturingssysteem voor slimme apparaten. Het werd in 2012 ontwikkeld, oorspronkelijk voor IoT-apparaten. 
De naam HarmonyOS werd in mei 2019 in China als handelsmerk geregistreerd. Op 9 augustus 2019 werd het officieel aangekondigd als "sneller en veiliger alternatief" voor Android. Het systeem zal echter Android niet zonder meer gaan vervangen, behalve wanneer Huawei vanwege de handelsoorlog in 2019 Android geheel niet meer mag installeren.

## HarmonyOS NEXT

HarmonyOS NEXT architectuur.

In augustus 2023 kondigde Huawei officieel HarmonyOS NEXT aan, de volgende systeemversie van HarmonyOS, die alleen native apps ondersteunt, en een einde maakt aan de ondersteuning voor Android apps. In juni 2024 werd de eerste bètaversie uitgebracht.
HarmonyOS NEXT heeft de HarmonyOS microkernel als kern met een enkel framework, in plaats van de eerdere multi-kernel.  
In november 2024 werd HarmonyOS NEXT effectief voor nieuwe smartphones van Huawei. Daarmee neemt het bedrijf definitief afscheid van Android.